# يايا هان
يايا هان (ولدت في 10 أبريل 1982) كوزبلاير عارضة ومصممة أزياء صينية أمريكية، مقيمة في الولايات المتحدة. وهي وحكم منتظمة في مسابقات التنكر.[4] ظهرت هان في برنامج أبطال الكوسبلاي على قناة ساي فاي، وظهرت كحكم ضيفة في برنامج الواقع ملك المهووسين على قناة تي بي إس عدة مرات.

## روابط خارجية
- يايا هان على موقع IMDb (الإنجليزية)
- يايا هان على موقع ميتاكريتيك (الإنجليزية)
- يايا هان على موقع روتن توميتوز (الإنجليزية)
- يايا هان على موقع قاعدة بيانات الفيلم (الإنجليزية)
- يايا هان على موقع ليتربوكسد (الإنجليزية)
- يايا هان على موقع كينوبويسك (الروسية)
- الموقع الرسمي